# Спартак (стадіон, Бровари)
Стадіон «Спартак» —  спортивна споруда у Броварах, головна спортивна арена міста.

## Історія стадіону
Ще в 1950-х роках стадіон міста був розташований на місці сучасного дитячого садочка в районі Пекарні, по вулиці Київській. Там відомий футбольний фахівець, Заслужений тренер України Володимир Подзігун, робив свої перші кроки в дитячому футболі.
В 1960-х роках його було перенесено ближче до житлового «Масиву», де розпочиналася активна забудова. Він мав три поля для гри у футбол: основне, запасне і дитяче. Крім того були баскетбольні і волейбольні майданчики, місце для занять городками, легкоатлетичні доріжки і т.д.
Крім нього в Броварах були ще футбольні поля на території броварського аеропорту, Промзони і Торгмаші.
«Спартак» — мав дві трибуни та адміністративний будинок. Тут проходили найважливіші змагання міста Броварів та Броварського району.  У Бровари приїжджали майстри регбі із київські клубів «Авіатор» і «Політехнік», «екстремали» з мотоболу (футболу на мотоциклах) тощо. 

Стадіон у 1994 році.

У 1984 році  асфальтові доріжки було замінено на тартанові (із резини), які досі слугують тренувальною базою для кращих легкоатлетів Броварщини. Через декілька років, коли було здано в експлуатацію легкоатлетичний манеж, розпочалася і реконструкція стадіону. На «Спартаку» почали будувати трибуни на декілька тисяч глядачів, але цьому завадила криза Радянського Союзу. Поступово із розвалом СРСР розпочинається і занепад спортивного життя міста. Зачепила вона і цей об’єкт.
В 1997 році тут ще встановили огорожу навколо нього і облаштували нові пластикові сидіння для глядачів.
Наприкінці 1990-х років «Спартак», рішенням міського голови Івана Петренка та міської ради його було передано до обласного підпорядкування. З того часу, він разом із манежем, належить Київській обласній школі вищої спортивної майстерності. За цей час, коштів які виділяються на їх утримання, ледь-ледь вистачає щоб вони повністю не занепали. У недобудованому адмінбудинку «пішли» тріщини, повибивали шибки і його потрібно вже зносити, інакше він завалиться сам. Трибуни теж перебувають у «жалюгідному» стані. Так як і легкоатлетичні доріжки, які місцями протерті «до дірок».
Наприкінці 2016 року з'явилась надія, що стадіон отримає друге життя. Причому це буде не просто капітальний ремонт, а грандіозний проєкт, що включає в себе реконструкцію існуючих та будівництво додаткових спортивних об’єктів. У майбутньому до комплексу входитиме не лише футбольне поле та баскетбольний майданчик, а й декілька майданчиків для тенісу та гри у «сквош». Також тут планують облаштувати сектор штовхання ядра, метання спису, молота та диска, сектор міні-футболу, стрибків у довжину та сектор стрибків з жердиною. Не забудуть і про легкоатлетичний манеж, де планують замінити доріжки і покриття.
Для того, щоб спортсмени могли більш ефективно проводити тренувальні підготовки, у спортивному містечку збудують готель. За проєктом ще далеких 1990-х років, міні-готель мав розташовуватись у недобудованій адміністративній будівлі для обслуговування стадіону. Там планувалися й роздягальні. Але не так склалося, як гадалося. Адміністративне приміщення, що знаходиться на стадіоні, вже не підлягає ремонту, тому було вирішено його знести. У спортивному містечку буде побудовано окремий готель «Спорт».
Загалом проєктом передбачено будівництво 17 об’єктів, що об’єднаються у єдину, загальну картину. Таке собі «спортивне містечко», яке дійсно може претендувати на звання бази олімпійської та паралімпійської підготовки. Проєкт почали розробляти наприкінці жовтня 2016 року. Проєкт планувалось оплатити з обласного бюджету. Замовником виступає департамент капітального будівництва КОДА.

## Новий запасний стадіон
В серпні 2017 року розпочалось будівництво нового запасного стадіону вартістю 6,8 млн гривень.